# Filterführung
Als Filterführung bezeichnet man bei der Fragebogenkonstruktion das Überspringen von nicht zutreffenden Fragen. Mittels Filterfragen werden die Befragten zu für sie relevanten Fragen geleitet.
In Papierfragebögen müssen Filterfragen so formuliert sein, dass die Antwortmöglichkeiten disjunkt und erschöpfend sind, d. h. einander ausschließen, so dass auf einen Befragten immer genau eine Antwortmöglichkeit zutrifft.
Insbesondere in Online-Befragungen sind komplexe Filterführungen möglich. Hier können Fragetexte sogar während der Befragung angepasst werden.